# Karl Friedrich Hagenbach

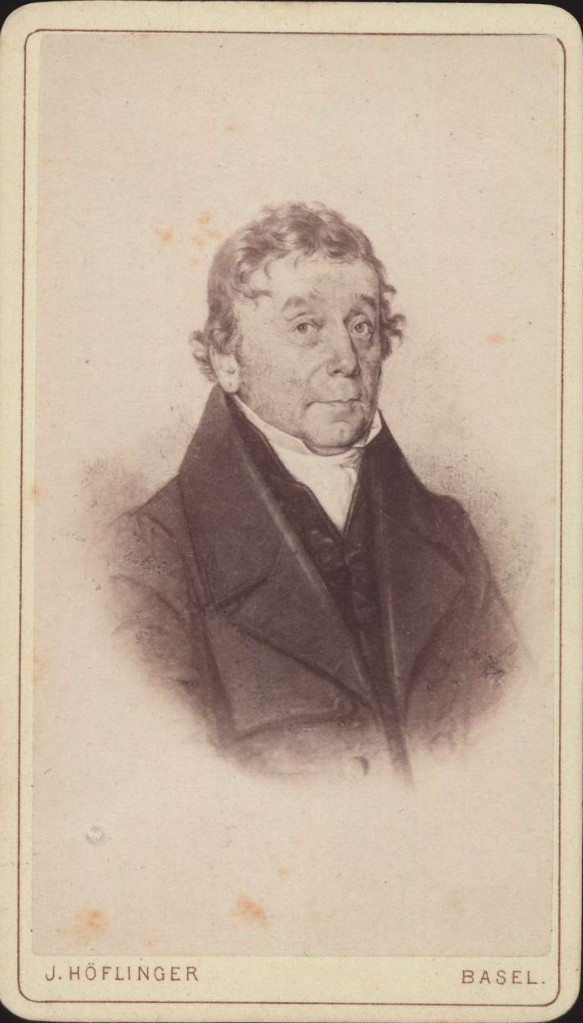
Karl Friedrich Hagenbach

Karl Friedrich Hagenbach (* 29. Juni 1771 in Basel; † 20. November 1849 ebenda) war ein Schweizer Arzt, Botaniker, Anatom, Hochschullehrer und Autor.

## Leben und Werk
Hagenbach studierte Medizin in Basel, Strassburg, Erlangen und Göttingen, doktoriert hat er 1795 in Basel. Er war Mitglied der Helvetischen Gesellschaft, später Basler Stadtrat und zuletzt Zunftmeister zu Safran. Ab 1795 praktizierte er als Allgemeinmediziner in Basel. Von 1798 bis 1818 war Hagenbach Professor für Anatomie und ab 1801 auch Professor für Botanik an der Universität Basel. Seine Lehrtätigkeit an der damals fast erloschenen Hochschule war allerdings gering, und in einem Gutachten zur Universitätsreform von 1818 trat er energisch dafür ein, die medizinische Fakultät ganz aufzuheben. Folgerichtig wurde er Ende November 1818 auf seine Bitte aus der Professur entlassen.  Hagenbach konzentrierte sich auf die Tätigkeit als praktischer Arzt. In Arlesheim führte er mit einem Kollegen eine private Kuranstalt.
Neben seiner ärztlichen Tätigkeit widmete sich Karl Friedrich Hagenbach auch der Botanik. Schon als Student nahm er an Exkursionen mit seinem Lehrer Werner de Lachenal teil, später lernte er Theodor Friedrich Ludwig Nees von Esenbeck kennen, welcher in der «Goldenen Apotheke» seine pharmazeutische Lehre machte. Er legte ein umfangreiches Herbar an und publizierte mit dem Tentamen florae Basileensis die erste Lokalflora von Basel seit Caspar Bauhins Catalogus plantarum circa Basileam sponte nascentium von 1622.
Hagenbach war ein Anhänger des Pantheismus.

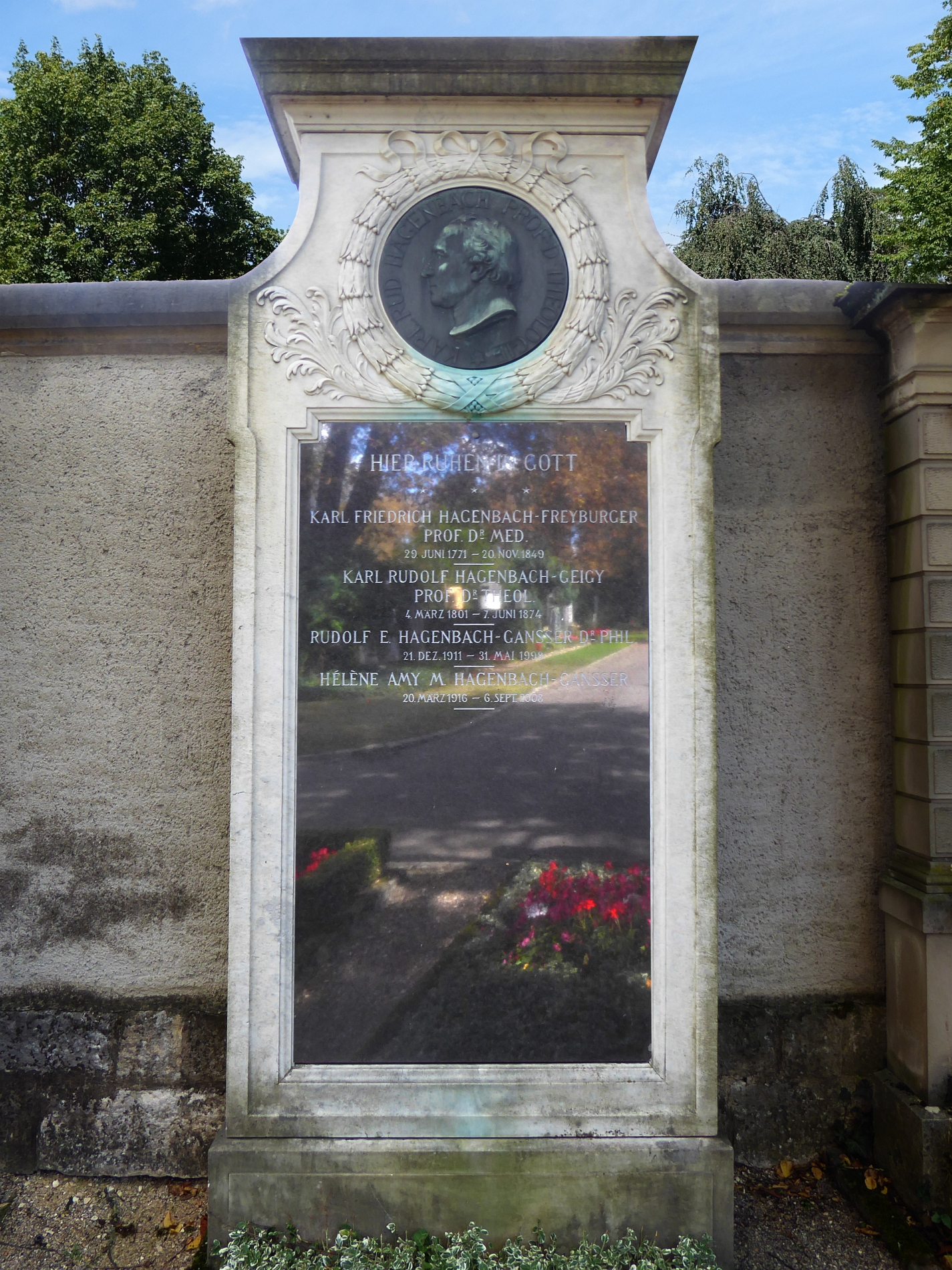
Familiengrab auf dem Friedhof Wolfgottesacker

Am 28. November 1820 wurde Karl Friedrich Hagenbach unter der Matrikel-Nr. 1182 mit dem akademischen Beinamen Cherlerius zum Mitglied der Deutschen Akademie der Naturforscher Leopoldina gewählt. 1845 erhielt er das Ehrendoktorat der Basler philologischen Fakultät.

## Familie
Hagenbach heiratete 1798 Sara Dorothea, geborene Freyburger (1773–1837). Das Paar hatte mehrere Kinder:
- Karl Rudolf (1801–1874) ⚭ Rosina Geigy (1810–1855)
- Catharina Margarethe (1803–1878) ⚭ 1825 Johann Jakob Stehlin den Älteren
- Friedrich Hagenbach-Merian[9] (1804–1900) ⚭ Charlotte Merian (1811–1889)
- Margarethe Dorothea (1804–1823) ⚭ 1822 Isaak Berri (1794–1843)
- Emma (* 1806) ⚭ Johann Rudolf Lichtenhahn (* 1801)
- Eduard (1807–1843), Dr. med. ⚭ Salome Geigy (1812–1896)

Seine letzte Ruhestätte fand Hagenbach auf dem Friedhof Wolfgottesacker in Basel.

## Werke
- Tentamen florae Basileensis. Vol. I, II und Supplementum. J. G. Neukirch, Basel 1821–1843.